# 小島信夫 (実業家)
小島 信夫（こじま のぶお、1947年（昭和22年）5月1日-）は日本の銀行家、実業家。京葉銀行の代表取締役頭取や第二地方銀行協会会長などを務めた。

## 来歴・人物
東京都出身で法政大学経済学部卒。1971年、千葉相互銀行（現京葉銀行）に入行し、馬込沢支店長や人事部課長、融資第一部長などを歴任し、2000年に同行の取締役に就任する。その後常務取締役、専務取締役と進み、2008年に代表取締役頭取に就任する。2009年から2011年まで横内龍三の後任として第二地方銀行協会会長を兼務した。
頭取在任中に勘定系システム刷新や本部棟の移転など、次世代に向けた投資を進める。
2016年に頭取を熊谷俊行に譲って京葉銀行代表取締役会長となり、2018年に取締役会長を退任する。
2017年旭日中綬章受章。

## 経歴
- 1971年（昭和46年）
  - 5月：千葉相互銀行（現・京葉銀行）入行
- 1988年（昭和63年）
  - 2月：同行人事部人事課長
- 1990年（平成2年）
  - 2月：京葉銀行馬込沢支店長
- 1992年（平成4年）
  - 2月：同行総合企画部総合企画課長
- 1995年（平成7年）
  - 6月：同行四街道支店長
- 1997年（平成9年）
  - 6月：同行融資第一部長
- 2000年（平成12年）
  - 6月：同行取締役東京支店長
- 2002年（平成14年）
  - 6月：同行取締役総合企画部長
- 2003年（平成15年）
  - 6月：同行常務取締役総合企画部長
- 2006年（平成18年）
  - 6月：同行専務取締役
- 2008年（平成20年）
  - 6月：同行代表取締役頭取
- 2009年（平成21年）
  - 5月：第二地方銀行協会会長
- 2011年（平成23年）
  - 5月：第二地方銀行協会会長退任。
- 2016年（平成28年）
  - 6月：京葉銀行取締役会長
- 2018年（平成30年）
  - 6月：同行取締役会長退任。相談役。

## 参考資料
- “第111期有価証券報告書” (PDF).   京葉銀行 (2017年6月28日). 2019年5月20日閲覧。

| ビジネス      | ビジネス                               | ビジネス        |
| ------------- | -------------------------------------- | --------------- |
| 先代 綿貫弘一 | 京葉銀行頭取 ：2008年 - 2016年         | 次代 熊谷俊行   |
| 先代 横内龍三 | 第二地方銀行協会会長 ：2009年 - 2011年 | 次代 簗瀬悠紀夫 |